# مصارف الوقف
مصرف الوقف أو مصارف الوقف: هي تحديد المنتفعين من الوقف بأطرافه الثلاثة (الخيري والأهلي والمشترك) ويتم تحديدها عند وضع شروط الواقف، وتقوم إدارة المصرف بإعداد الدراسات اللازمة للمشاريع الوقفية الخيرية وتصميمها بشكل يلبي إحتياجات المجتمع ويحقق شروط الواقفين وفق الضوابط الشرعية، ونشر العمل الخيري على المستوى الفردي والجماعي يتتنوع مصارفها من خدمة القرآن والسنة ورعاية المساجد والايتام وغيرها، وفق الضوابط الشرعية التي اقرها الفقهاء.

## التعريف الإفرادي
المصارف: جهات تصرف فيها الأشياء وهي حسابات محددة يجمع فيها من المال الوقفي من الواقفين لغرض محدد من عمل خير خاص أو عام، وله تنظيم إداري وقانوني ومحاسبي وشخصية اعتبارية كالوقف، أو هي المجالات والجهات التي تنتفع من الأصول الموقوفة تنفيذاً لشرط الواقفين.

## التعريف المركب
مصرف الوقف: تحديد المنتفعين من الوقف سواء كانت جهة معينة، أو غير معينة كالفقراء والمساكين، سواء كان الوقف خيري أو أهلي أو مشترك ويتم تحديد المصرف عند وضع شروط الواقف.

## مهام إدارة مصرف الوقف
1. إعداد الدراسات اللازمة للمشاريع الوقفية الخيرية وتصميمها بشكل يلبي احتياجات المجتمع ويحقق شروط الواقفين وفق الضوابط الشرعية.
2. دراسة المشاريع الخيرية المقدمة من الجهات الأخرى وصياغتها بما يتناسب مع شروط الواقفين وأهداف المصارف الوقفية.
3. تسويق المشاريع الوقفية الخيرية على الراغبين في الوقف أو التبرع واستقبالهم واتخاذ الوسائل الكفيلة بالتواصل معهم.
4. التعريف بالوقف والعمل على رفع مستوى الوعي الوقفي لدى أفراد المجتمع ومؤسساته.
5. تنفيذ ومتابعة المشارع الوقفية الخيرية والسعي لتطويرها.[10]

## أهداف تنفيذ مصرف الوقف
1. نشر العمل الخيري الإسلامي على المستوى الفردي والجماعي والدولي.
2. تحقيق مبدأ التكافل بين الأمة المسلمة وإيجاد التوازن في المجتمع.
3. مساعدة المحتاجين وتحسين حالتهم المادية، بما يلبي حاجاتهم ويرتقي بمستواهم المعيشي.
4. تعزيز أواصر الألفة والمحبة بين الأغنياء والفقراء، ليسدوا حاجات المعوزين من أفراد المجتمع.
5. تطبيق شعيرة الوقف وإظهار دوره، وصرف غلال الأموال في مصارفها الصحيحة وتحقيق منافعها، مما يجعل للوقف سلطان على قلوب الناس ويعم خيره وفضله.[2]
6. تعميم النفع وتوسيع دائرته وتكثير أصنافه وتعديد مجالاته، وهو ما يعرف بتعدية مصالح الوقف وعدم قصرها على أفراد معينين أو حصرها في مجال محدد.
7. تعزيز روح الانتماء المجتمعي بين أفراد المجتمع وهذا الشعور يشمل الطرفين الواقف والموقوف عليهم.
8. تنفيذ شروط الواقفين في الحجج الوقفية.[4]

## أنواع مصارف الوقف
1. مصرف خدمة القرآن الكريم والسنة النبوية.
2. مصرف رعاية المساجد.
3. مصرف رعاية الأسرة والطفولة.
4. مصرف وقفي للتنمية العلمية والثقافية.
5. مصرف وقفي للبر والتقوى.[3]
6. مصرف الخدمات الصحية.
7. مصرف الخدمات الإنسانية.
8. مصرف المرافق العامة.
9. مصرف علاج البطالة.
10. مصرف حماية البيئة.
11. مصرف الجوانب السياسية وحقوق الإنسان.[5]

## إشكالات تنفيذ مصرف الوقف
1. التحكم في إدارة الواقف.
2. جمود المصارف الوقفية.
3. القياس ورقابة الأداء.
4. غياب التوثيق.
5. الانحراف عن المقاصد الصحيحة.
6. زيادة معدلات الإنفاق الإداري.
7. الاختلاس والاستيلاء.[4]

## محددات مصرف الوقف

### أولاً: شرط الواقف
هو ما تفيده وتشتمل عليه صيغة الوقف من القواعد التي يضعها الواقف للعمل بها في وقفه من بيان مصارفه وطرق استغلاله وتعيين جهات الاستحقاق وكيفية توزيع الغلة على المستحقين وبيان الولاية على الوقف والإنفاق عليه ونحو ذلك، وقد ثبت عن عمر أنه أوقف وقفا وشرط فيه شروطا ولو لم يجب اتباع شرطه لم يكن في اشتراطه فائدة، وقيل (شروط الواقف معتبرة إذا لم تخالف الشرع، والواقف مالك، له أن يجعل ملكه حيث شاء ما لم يكن في معصية، وأيده ابن القيم بقوله الواقف لم يخرج ماله إلا على وجه معين؛ فلزم اتباع ما عينه في الوقف.
وكثيرا ما يعبر الفقهاء عن مدى اعتبار الشريعة لشرط الواقف بقولهم "شرط الواقف كنص الشارع على خلاف فيما بينهم في معنى هذه العبارة، ولكنهم اتفقوا، على أن حدود العمل بشرط الواقف مالم يخالف الشرع فإذا خالف أصول وقواعد الشريعة فلا يعتد به.

### ثانياً: عرف الواقف
يعد العرف من الوسائل المساعدة على معرفة مقصود الواقف من اللفظ، يقول شيخ الإسلام ابن تيمية رحمه الله (إن لفظ الواقف ولفظ الحالف والشافع والموصي وكل عاقد يحمل على عادته في خطابه ولغته التي يتكلم بها، سواء وافقت العربية العرباء، أو العربية المولدة، أو العربية الملحونة، أو كانت غير عربية وسواء وافقت لغة الشارع أو لم توافقها، وقد اتفق جمهور العلماء على وجوب اعتبار عرف الواقف ومقصودة من الكلام.

### ثالثا: مقاصد الواقفين
اتفق الفقهاء على اعتبار شروط الواقف فإذا اتضح مقصود الواقف من خلال لفظه وجب اعتباره والالتزام به فإذا لم يتضح المقصود رجع في تفسيره إلى العرف، فإذا لم يوجد عرف متبع اجتهد لمعرفة مقصود الواقف من الوقف من خلال القرائن.

## معوقات مصرف الوقف
1. منع الموقوف عليهم من الانتفاع بالوقف دون مبرر لذلك المنع.
2. تغيير المصارف بما يخالف شروط الواقفين.
3. تقديم بيانات كاذبة عن ريع الموارد الوقفية.
4. سرقة ونهب واختلاس الريع الوقفي من طرف العاملين.
5. التعطيل العمد للمنافع من خلال بيع الأوقاف بثمن بخس أو تأجيرها بإيجارات بخسة.
6. تملك الأعيان الموقوفة تحت ذريعة استبدال الوقف.[4]

## التغلب على معوقات تنفيذ مصرف الوقف
1. إنشاء مركز علمي للوصايا والأوقاف تكمن مهمته في تحقيق ما يلي:[21]
  - استقطاب أوقاف جديدة لساحة الخير في المجتمع من خلال حملات إعلامية متتابعة ومتطورة إعلامياً وذات لغة عصرية.
  - رصد مسحي وعلمي احصائي لاحتياجات المجتمع من مختلف الجوانب الشرعية والاجتماعية والتربوية والصحية والبيئية والزراعية وغيرها.
  - طرح أوجه جديدة من المصارف الوقفية التي يحتاجها المجتمع على المدى البعيد والمتوسط والقصير، والتسويق لها وفق قواعد التسويق العلمية والتجارية.
2. الإدارة الرشيدة للمصارف الوقفية.
3. وضع سياسات وإجراءات واضحة للمحاسبة.
4. التحكم بالتكاليف الإدارية.
5. التنظيم المحكم للمهام والشروط الواجب توفرها في القائمين عليها.
6. تفعيل الدور الرقابي على تصرفات الناظر.
7. إعطاء الشخصية الاعتبارية للوقف.
8. إعداد دراسات الاقتصادية للأوقاف.[22]

## وصلات خارجية
- معوقات المصارف الوقفية
- معايير تحديد المصارف الوقفية
- مصارف الوقف في القديم والحديث
- توجيه المصارف الوقفية نحو تلبية احتياجات المجتمع
- ضوابط صرف ريع الأوقاف الخيرية وترتيب أولويات وقواعد الصرف